# Olympische Sommerspiele 1972/Kanu – Zweier-Canadier 1000 m (Männer)
Der Wettkampf im Zweier-Canadier über 1000 Meter bei den Olympischen Sommerspielen 1972 wurde vom 5. bis 9. September auf der Regattastrecke Oberschleißheim ausgetragen.

## Ergebnisse

### Vorläufe

#### Vorlauf 1
| Rang | Athleten                          | Nation         | Zeit        |
| ---- | --------------------------------- | -------------- | ----------- |
| 1    | Vladislovas Česiūnas Juri Lobanow | Sowjetunion    | 4:07,73 min |
| 2    | Peter Hoffmann Hermann Glaser     | BR Deutschland | 4:08,89 min |
| 3    | John Wood Scott Lee               | Kanada         | 4:12,35 min |
| 4    | Juan Martínez Felipe Ojeda        | Mexiko         | 4:13,94 min |
| 5    | Jan Żukowski Andrzej Gronowicz    | Polen          | 4:27,94 min |
| 6    | Alain Acart Gérald Delacroix      | Frankreich     | 4:30,78 min |
| 7    | Mitsuhide Hata Mitsuo Nakanishi   | Japan          | 4:34,13 min |
| 8    | Daniel Sedji Mathieu Koffi M’Broh | Elfenbeinküste | 4:38,91 min |

#### Vorlauf 2
| Rang | Athleten                         | Nation             | Zeit        |
| ---- | -------------------------------- | ------------------ | ----------- |
| 1    | Ivan Patzaichin Serghei Covaliov | Rumänien           | 4:09,21 min |
| 2    | Dirk Weise Dieter Lichtenberg    | DDR                | 4:12,95 min |
| 3    | Fedja Damjanow Iwan Burtschin    | Bulgarien          | 4:14,47 min |
| 4    | Berndt Lindelöf Erik Zeidiltz    | Schweden           | 4:14,67 min |
| 5    | Miklós Darvas Péter Povázsay     | Ungarn             | 4:14,69 min |
| 6    | Roland Muhlen Andreas Weigand    | Vereinigte Staaten | 4:16,50 min |
| 7    | Petr Mokrý Karel Scheder         | Tschechoslowakei   | 4:31,21 min |
| 8    | Lennart Mathiassen Søren Boysen  | Dänemark           | 4:39,50 min |

### Hoffnungsläufe

#### Hoffnungslauf 1
| Rang | Athleten                          | Nation           | Zeit        |
| ---- | --------------------------------- | ---------------- | ----------- |
| 1    | Miklós Darvas Péter Povázsay      | Ungarn           | 3:54,79 min |
| 2    | Petr Mokrý Karel Scheder          | Tschechoslowakei | 3:56,19 min |
| 3    | Juan Martínez Felipe Ojeda        | Mexiko           | 3:58,20 min |
| 4    | Alain Acart Gérald Delacroix      | Frankreich       | 3:58,24 min |
| 5    | Daniel Sedji Mathieu Koffi M’Broh | Elfenbeinküste   | 4:25,59 min |

#### Hoffnungslauf 2
| Rang | Athleten                        | Nation             | Zeit        |
| ---- | ------------------------------- | ------------------ | ----------- |
| 1    | Berndt Lindelöf Erik Zeidiltz   | Schweden           | 4:01,42 min |
| 2    | Roland Muhlen Andreas Weigand   | Vereinigte Staaten | 4:02,01 min |
| 3    | Jan Żukowski Andrzej Gronowicz  | Polen              | 4:05,42 min |
| 4    | Lennart Mathiassen Søren Boysen | Dänemark           | 4:26,30 min |
| 5    | Mitsuhide Hata Mitsuo Nakanishi | Japan              | 4:10,14 min |

### Halbfinale

#### Halbfinale 1
| Rang | Athleten                          | Nation      | Zeit        |
| ---- | --------------------------------- | ----------- | ----------- |
| 1    | Vladislovas Česiūnas Juri Lobanow | Sowjetunion | 3:51,96 min |
| 2    | Berndt Lindelöf Erik Zeidiltz     | Schweden    | 3:52,47 min |
| 3    | Fedja Damjanow Iwan Burtschin     | Bulgarien   | 3:53,72 min |
| 4    | Juan Martínez Felipe Ojeda        | Mexiko      | 3:56,71 min |

#### Halbfinale 2
| Rang | Athleten                         | Nation             | Zeit        |
| ---- | -------------------------------- | ------------------ | ----------- |
| 1    | Ivan Patzaichin Serghei Covaliov | Rumänien           | 3:51,43 min |
| 2    | Roland Muhlen Andreas Weigand    | Vereinigte Staaten | 3:52,25 min |
| 3    | Petr Mokrý Karel Scheder         | Tschechoslowakei   | 3:53,15 min |
| 4    | John Wood Scott Lee              | Kanada             | 4:02,67 min |

#### Halbfinale 3
| Rang | Athleten                       | Nation         | Zeit        |
| ---- | ------------------------------ | -------------- | ----------- |
| 1    | Dirk Weise Dieter Lichtenberg  | DDR            | 3:52,66 min |
| 2    | Peter Hoffmann Hermann Glaser  | BR Deutschland | 3:53,54 min |
| 3    | Miklós Darvas Péter Povázsay   | Ungarn         | 3:59,73 min |
| 4    | Jan Żukowski Andrzej Gronowicz | Polen          | 4:01,40 min |

### Finale
| Rang | Athleten                          | Nation             | Zeit        |
| ---- | --------------------------------- | ------------------ | ----------- |
| 1    | Vladislovas Česiūnas Juri Lobanow | Sowjetunion        | 3:52,60 min |
| 2    | Ivan Patzaichin Serghei Covaliov  | Rumänien           | 3:52,63 min |
| 3    | Fedja Damjanow Iwan Burtschin     | Bulgarien          | 3:58,10 min |
| 4    | Peter Hoffmann Hermann Glaser     | BR Deutschland     | 3:59,24 min |
| 5    | Miklós Darvas Péter Povázsay      | Ungarn             | 4:00,42 min |
| 6    | Roland Muhlen Andreas Weigand     | Vereinigte Staaten | 4:01,28 min |
| 7    | Dirk Weise Dieter Lichtenberg     | DDR                | 4:01,50 min |
| 8    | Berndt Lindelöf Erik Zeidiltz     | Schweden           | 4:01,60 min |
| 9    | Petr Mokrý Karel Scheder          | Tschechoslowakei   | 4:02,05 min |

## Weblink
- Ergebnisse in der Datenbank von Olympedia.org (englisch)